# Kościół Najświętszej Rodziny w Parnowie
Kościół pw. Najświętszej Rodziny w Parnowie – rzymskokatolicki kościół filialny parafii pw. Chrystusa Króla w Biesiekierzu, należący do dekanatu Mielno, diecezji koszalińsko-kołobrzeskiej, metropolii szczecińsko-kamieńskiej, w Parnowie, w województwie zachodniopomorskim.
Odpust Kościoła w Parnowie odbywa się w uroczystość Świętej Rodziny.

## Historia
Kościół został wybudowany w XV w., a następnie został przebudowany w XIX w.

## Architektura
Świątynia została wymurowana z cegły i kamieni polnych. Jest jednonawowa na planie prostokąta z niewydzielonym prezbiterium, zamkniętym trójbocznie. Dobudowana wieża posiada charakter obronny. Obok portalu zostały wmurowane dwa kamienie pochodzące z młyna.

## Wyposażenie
W kościele znajduje się:
- barokowa ambona z XVIII w.,
- empora organowa z XVIII w.,
- dwa mosiężne żyrandole z XVIII w.,
- gotycki dzwon.